# Nasutapis straussorum
Nasutapis straussorum är en biart som beskrevs av Michener 1970. Nasutapis straussorum ingår i släktet Nasutapis och familjen långtungebin. Inga underarter finns listade i Catalogue of Life.